# Modularità della mente
La modularità della mente è la nozione secondo cui la mente può, almeno in parte, essere composta da strutture o moduli neurali innati che hanno distinte funzioni evolutivamente sviluppate. Definizioni un po' diverse di "modulo" sono state proposte da diversi autori.

## Prime indagini
Storicamente, le questioni riguardanti l'architettura funzionale della mente sono state divise in due diverse teorie sulla natura delle facoltà mentali. La prima può essere caratterizzata come una visione orizzontale, perché si riferisce ai processi mentali come se fossero interazioni tra facoltà come la memoria, l'immaginazione, il giudizio e la percezione, che non sono dominio-specifici (ad esempio, un giudizio rimane un giudizio, sia che si riferisca a un'esperienza percettiva o al processo di concettualizzazione/comprensione). La seconda può essere caratterizzata come una visione verticale, perché afferma che le facoltà mentali sono differenziate sulla base della specificità del dominio, sono geneticamente determinate, sono associate a strutture neurologiche distinte e sono computazionalmente autonome.
La visione verticale risale al movimento del XIX secolo chiamato frenologia e al suo fondatore Franz Joseph Gall, che sosteneva che le singole facoltà mentali potevano essere associate precisamente, in una sorta di corrispondenza uno a uno, con specifiche aree fisiche del cervello. Quindi, il livello di intelligenza di qualcuno, per esempio, potrebbe essere letteralmente "letto" dalle dimensioni di un particolare dosso sul suo lobo parietale posteriore. Questa visione semplicistica della modularità è stata confutata nel corso del XX secolo.

## La mente modularedi Jerry Fodor
Negli anni '80, tuttavia, Jerry Fodor rianimò l'idea della modularità della mente, sebbene senza la nozione di una precisa localizzazione fisica. Prendendo spunto dall'idea di Noam Chomsky del dispositivo di acquisizione del linguaggio e di altri lavori in linguistica, nonché dalla filosofia della mente e dalle implicazioni delle illusioni ottiche, divenne uno dei principali sostenitori dell'idea con la pubblicazione de La mente modulare del 1983.
Secondo Fodor, il modulo cade da qualche parte tra le visioni comportamentista e cognitivista dei processi di livello inferiore.
I comportamentisti hanno cercato di rimpiazzare la mente con i riflessi, che Fodor descrive come incapsulati (cognitivamente impenetrabili o non influenzati da altri domini cognitivi) e non inferenziali (percorsi diretti senza aggiunta di informazioni). I processi di livello inferiore sono diversi dai riflessi in quanto sono inferenziali. Ciò può essere dimostrato dall'argomentazione della povertà dello stimolo, secondo cui lo stimolo prossimale, quello che è inizialmente ricevuto dal cervello (come l'immagine 2D ricevuta dalla retina), non può tenere conto dell'output risultante (ad esempio, la nostra percezione 3D del mondo), quindi necessitando di qualche forma di calcolo.
Al contrario, i cognitivisti vedono i processi di livello inferiore come continui con i processi di livello superiore, essendo inferenziali e cognitivamente penetrabili (influenzati da altri domini cognitivi, come le credenze). Quest'ultimo concetto ha dimostrato di essere falso in alcuni casi, come nel caso di molte illusioni visive (ad esempio l'illusione di Müller-Lyer), che possono persistere nonostante la consapevolezza della propria esistenza da parte di una persona. Questo esempio è preso per indicare che altri domini, comprese le proprie convinzioni, non possono influenzare tali processi.
Fodor arriva perciò alla conclusione che tali processi sono inferenziali come i processi di ordine superiore, e incapsulati nello stesso senso dei riflessi.
Sebbene Fodor abbia sostenuto la modularità dei processi cognitivi di "livello inferiore", ha anche sostenuto che i processi cognitivi di livello superiore non sono modulari, poiché hanno proprietà dissimili. La mente non funziona in questo modo, una risposta a Come funziona la mente di Steven Pinker, è dedicata a questo argomento.
Fodor (1983) afferma che i sistemi modulari devono - almeno in "qualche misura interessante" - adempiere a certe proprietà:
1. Specificità del dominio: i moduli operano solo su determinati tipi di input, sono specializzati
2. Incapsulamento informativo: i moduli non devono necessariamente fare riferimento ad altri sistemi psicologici per poter funzionare
3. Attivazione obbligatoria: i moduli vengono elaborati in modo obbligatorio
4. Alta velocità di elaborazione: probabilmente a causa del fatto che sono incapsulati (quindi necessitano solo di consultare un database limitato) e obbligatori (non è necessario sprecare tempo per determinare se elaborare o meno l'input in entrata)
5. Uscite di basso livello: l'output dei moduli è molto semplice
6. Accessibilità limitata
7. Ontogenesi caratteristica: c'è una regolarità di sviluppo
8. Architettura neurale fissa.

Pylyshyn (1999) ha sostenuto che mentre queste proprietà tendono a verificarsi con i moduli, una di esse, l'incapsulamento dell'informazione, si distingue come la vera cifra del modulo: vale a dire l'incapsulamento dei processi all'interno del modulo, impenetrabili sia all'influenza che all'accesso cognitivo. Un esempio è che la consapevolezza dell'illusione di Müller-Lyer come un'illusione non corregge l'elaborazione visiva.

## La psicologia evoluzionista e la modularità massiva
Altre prospettive sulla modularità derivano dalla psicologia evoluzionista, in particolare dal lavoro di Leda Cosmides e John Tooby. Questa prospettiva suggerisce che i moduli sono unità di elaborazione mentale che si sono evolute in risposta alle pressioni della selezione naturale. Secondo questa visione, molta della moderna attività psicologica umana è radicata negli adattamenti che si sono verificati prima nell'evoluzione umana, quando la selezione naturale stava formando la moderna specie umana.
Gli psicologi evoluzionisti propongono che la mente sia composta da algoritmi mentali e moduli computazionali geneticamente influenzati e dominio-specifici, progettati per risolvere specifici problemi evolutivi del passato. Cosmides e Tooby affermano anche, in una breve anticipazione sul loro sito web, che "... il cervello è un sistema fisico, funziona come un computer", "... la funzione del cervello è elaborare informazioni", "diversi circuiti neurali sono specializzati per risolvere diversi problemi adattivi" e "i nostri crani moderni ospitano una mente dell'età della pietra".
La definizione di modulo ha causato confusione e controversie. J. A. Fodor ha inizialmente definito i moduli come "sistemi cognitivi funzionalmente specializzati" che hanno nove caratteristiche ma non necessariamente tutte allo stesso tempo. Nella sua visione è possibile incontrare i moduli nell'elaborazione periferica, come l'elaborazione visiva di basso livello, ma non nell'elaborazione centrale. Successivamente ha ristretto le due caratteristiche essenziali alla specificità del dominio e all'incapsulamento delle informazioni. Frankenhuis e Ploeger scrivono che specificità del dominio significa che "un dato meccanismo cognitivo accetta, o è specializzato per operare, solo una specifica classe di informazioni". L'incapsulamento delle informazioni significa che l'elaborazione delle informazioni nel modulo non può essere influenzata dalle informazioni nel resto del cervello. Un esempio è che essere consapevoli che una certa illusione ottica, causata da un'elaborazione di basso livello, è falsa, non impedisce all'illusione di persistere. Gli psicologi evoluzionisti invece di solito definiscono i moduli come sistemi cognitivi funzionalmente specializzati che sono dominio-specifici e possono anche contenere conoscenze innate sulla classe di informazioni elaborate. I moduli possono essere presenti anche nell'elaborazione centrale. Questa teoria viene a volte definita come modularità massiva.
Una revisione del 2010 degli psicologi evoluzionisti Confer et al. ha suggerito che le teorie dominio-generali, come quelle che prevedono la modularità di processi come "la razionalità", hanno diversi problemi: 1. Le teorie evolutive che utilizzano l'idea di numerosi adattamenti dominio-specifici hanno prodotto previsioni verificabili, che sono state confermate empiricamente; la teoria del pensiero razionale dominio-generale non ha prodotto tali predizioni o conferme. 2. La rapidità delle risposte come la gelosia dovuta all'infedeltà, indica un modulo dedicato specifico per il dominio piuttosto che un calcolo generale, deliberato e razionale delle conseguenze. 3. Le reazioni possono verificarsi istintivamente (coerentemente con la conoscenza innata) anche se una persona non ha imparato tale conoscenza. Un esempio è che nell'ambiente ancestrale è improbabile che i maschi durante lo sviluppo apprendano che l'infedeltà (di solito segreta) può causare incertezza paterna (osservando i fenotipi dei bambini nati molti mesi più tardi e facendo un'inferenza statistica sulla dissimilarità fenotipica con i padri traditi). Rispetto ai risolutori di problemi di carattere generale, Barkow, Cosmides e Tooby (1992) hanno suggerito in The Adapted Mind: Evolutionary Psychology and The Generation of Culture che un meccanismo di risoluzione dei problemi puramente generale è impossibile da costruire, a causa di quello che in intelligenza artificiale è conosciuto come il problema del frame. Clune et al. (2013) hanno sostenuto che le simulazioni al computer dell'evoluzione delle reti neurali suggeriscono che la modularità evolve perché, rispetto alle reti non modulari, i costi di connessione sono inferiori.
Diversi gruppi di critici, inclusi alcuni psicologi che lavorano all'interno di quadri evolutivi, sostengono che la teoria della mente modulare massiva fa ben poco per spiegare i tratti psicologici adattativi. I fautori di altri modelli della mente sostengono che la teoria computazionale della mente non è migliore per spiegare il comportamento umano di una teoria in cui la mente sia interamente un prodotto dell'ambiente. Anche all'interno della psicologia evoluzionista c'è discussione sul grado di modularità, con alcuni moduli generalisti o con molti moduli altamente specifici. Altri critici suggeriscono che c'è un modesto supporto empirico a favore della teoria dominio-specifica, al di là delle prestazioni nel test di selezione di Wason: un risultato significativo in un solo tipo di compito è troppo limitato per testare tutti gli aspetti rilevanti del ragionamento. Inoltre, i critici sostengono che le conclusioni di Cosmides e Tooby contengono diversi errori inferenziali e che gli autori usano assunzioni evolutive non testate per eliminare teorie di ragionamento rivali.
Wallace (2010) osserva che la definizione di "mente" degli psicologi evolutivi è stata pesantemente influenzata dal cognitivismo e/o dalle definizioni di elaborazione delle informazioni della mente. I critici sottolineano che questi presupposti alla base delle ipotesi degli psicologi evolutivi sono controversi e sono stati contestati da alcuni psicologi, filosofi e neuroscienziati. Ad esempio, Jaak Panksepp, un neuroscienziato affettivo, indica "un notevole grado di plasticità neocorticale all'interno del cervello umano, specialmente durante lo sviluppo" e afferma che "le interazioni evolutive tra antichi circuiti speciali e meccanismi cerebrali più recenti possono generare molte delle abilità umane "modularizzate" considerate dalla psicologia evoluzionista."
Il filosofo David Buller concorda con l'argomento generale secondo il quale la mente umana si è evoluta nel tempo, ma non è d'accordo con le affermazioni specifiche che gli psicologi evolutivi fanno. Ha sostenuto che la tesi secondo cui la mente consiste di migliaia di moduli, tra cui la gelosia sessualmente dimorfica e i moduli di investimento genitoriale, non sono supportati dalle prove empiriche disponibili. Ha suggerito che i "moduli" derivano dalla plasticità dello sviluppo del cervello e che sono risposte adattative alle condizioni locali, non agli ambienti evolutivi passati. Tuttavia, Buller ha anche affermato che anche se la modularità massiva è falsa, questo non ha necessariamente ampie implicazioni per la psicologia evolutiva. L'evoluzione può creare motivazioni innate anche senza una conoscenza innata.
In contrasto con la struttura mentale modulare, alcune teorie pongono l'elaborazione dominio-generale, in cui l'attività mentale è distribuita attraverso il cervello e non può essere scomposta, anche astrattamente, in unità indipendenti. Un fedele difensore di questa visione è William Uttal, che sostiene in The New Phrenology (2003) che ci sono seri problemi filosofici, teorici e metodologici con l'intera impresa di cercare di localizzare i processi cognitivi nel cervello. Parte di questo argomento è che una tassonomia di successo dei processi mentali deve ancora essere sviluppata.
Merlin Donald sostiene che, nel corso del tempo evolutivo, la mente ha ottenuto un vantaggio adattativo dall'essere un risolutore di problemi generali. La mente, come descritto da Donald, include meccanismi "centrali" simili a moduli, oltre a meccanismi "generali" più recentemente evoluti.